# Gregorius van Nyssa

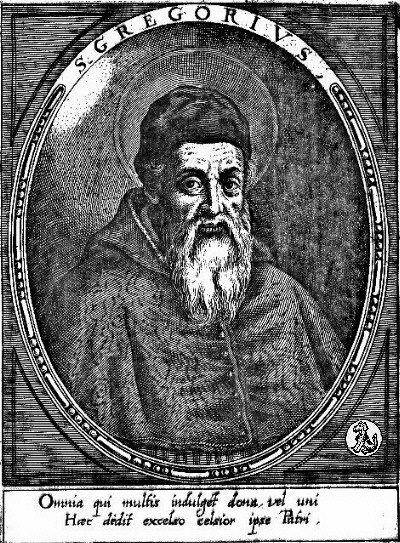
Gregorius van Nyssa

Gregorius van Nyssa (Grieks: Ἅγιος Γρηγόριος Νύσσης, Latijn: Gregorius Nyssenus, Arabisch: غريغوريوس النيصي) (ca. 335 (Caesarea) – na 394) was een christelijke bisschop en heilige. Hij is de jongere broer van Basilius de Grote en een goede vriend van Gregorius van Nazianze. 
Deze drie worden de Cappadocische vaders genoemd. 
Daarnaast is ook zijn zuster, Macrina de Jongere, bekend door de briefwisseling tussen beiden.
Hij is vooral belangrijk in het oosterse christendom, maar is ook een heilige in de Rooms-Katholieke Kerk. Zijn feestdag valt op: 9 maart in de Rooms-Katholieke Kerk en Anglicaanse Kerk, 10 januari in de Orthodoxe Kerk en in de Lutherse Kerk en op 14 juni en 19 juli in de Anglicaanse Kerk.

## Levensloop

De virginitate

In 335 werd hij geboren te Caesarea in Cappadocië. Het was een van de tien kinderen van een diep-christelijk gezin. Zijn ouders waren in het geloof onderricht door Gregorius Thaumaturgis (de Wonderdoener), een leerling van Origenes. Gregorius werd geestelijk beïnvloed door zijn grootmoeder Macrina de Oude en zijn oudste zuster Macrina de Jongere. 
Hij bereidde zich voor op een kerkelijke loopbaan. Daarnaast begon hij een studie voor retor. Het niet-christelijk idealisme met zijn hoge morele en esthetische niveau boeide hem. Gregorius werd in 372 bisschop van Nyssa (het huidige Nevşehir) met hulp van zijn broer Basilius. Na de dood van Basilius komt hij uit de schaduw van zijn broer en vanaf 379 zijn zijn werkzaamheden overweldigend. In 381 nam hij deel aan het eerste concilie van Constantinopel, waar hij de Geloofsbelijdenis van Nicea (325) en de triniteitsleer verdedigde tegenover de arianen. 
Vanaf 386 neemt zijn invloed af en nemen dogmatische kwesties hem minder in beslag. Hij legt zich toe op het monastiek ideaal. Hij schenkt aan het monnikendom de vergeestelijking, terwijl daarvoor Basilius meer de organisator was. In het westen is Benedictus zijn grote navolger. Zijn voornaamste verwezenlijkingen liggen echter op het domein van de literatuur, met o.a. een commentaar op het exodusverhaal: Het leven van Mozes. (392). In of kort na 394 is hij overleden.

## Selecte bibliografie
Hieronder volgt een gedeeltelijke, Nederlandstalige bibliografie
- De vita Macrinae. Het leven van de heilige Macrina. Vertaald en ingeleid door F. van der Meer en G. Bartelink.Utrecht, Antw., 1971.
- 15 Homiliae in Canticum canticorum (389) Vijftien homilieën over het Lied der liederen; vertaling en inleiding Michel Coune, Brugge, Zevenkerken, 1991. –Integrale vert. van Hom. in Cant., naar een voorvertaling van Bertrand Couwenberg (1965)
- De vita Mosis (392). Over het leven van Mozes. Uit het Grieks vertaald, ingeleid en geannoteerd door de Benedictinessen van Bonheiden (Kerkvaderteksten met Commentaar, 9), Bonheiden, Abdij Bethlehem, 1992. - Integrale vert.